# دستورالعمل ۲۱
دستورکار ۲۱ (به انگلیسی: Agenda 21) یک برنامهٔ کار داوطلبانه و غیر الزام‌آور است که از سوی سازمان ملل و در رابطه با توسعهٔ پایدار ارائه شده‌است. این دستور کار حاصل کنفرانس سازمان ملل در بارهٔ محیط زیست و توسعه (اوج زمین) است که در سال ۱۹۹۲ در ریو دوژانیرو برگزار شد. این برنامه، دستور کاری برای سازمان ملل، دیگر سازمان‌های چند جانبه و دولت‌های سراسر جهان است که می‌تواند در سطح محلی، ملی و جهانی اجرا شود. عدد "۲۱" در عبارت دستور کار ۲۱ به قرن بیست و یکم اشاره دارد. این دستور کار در کنفرانس‌های بعدی سازمان ملل مورد تأیید و اصلاح قرار گرفت. هدف از دستور کار ۲۱، کمک به محیط زیست است و در اجلاسی که در سال ۱۹۹۲ در ریو در بارهٔ زمین برگزار شد، مورد توافق واقع شد.

## ساختار و محتوا
دستور کار ۲۱ سندی ۳۰۰ صفحه‌ای دارای چهل فصل است که به صورت چهار بخش دسته‌بندی شده‌است:
- بخش ۱: ابعاد اجتماعی و اقتصادی که در تصمیم‌گیری، معطوف به مبارزه با فقر به خصوص در کشورهای در حال توسعه، تغییر الگوهای مصرف، ارتقا بهداشت، دستیابی به جمعیتی پایدارتر و سکونت گاه پایدار می‌باشد.
- بخش ۲: حفاظت و مدیریت منابع برای توسعه که شامل حفاظت از جو، مبارزه با جنگل زدایی، حفاظت از محیط شکننده، حفاظت از تنوع زیست شناختی (تنوع زیستی)، کنترل آلودگی و مدیریت بیوتکنولوژی، و ضایعه‌های رادیواکتیو است.
- بخش ۳: بخش سوم: تقویت نقش گروه‌های عمده شامل نقش کودکان و نوجوانان، زنان، سازمان‌های غیردولتی، مقام‌های محلی، کسب و کار و صنعت و کارگران؛ و تقویت نقش مردم بومی، جوامع آنها، و کشاورزان.
- بخش ۴: ابزارهای اجرا: اجرا شامل علم، انتقال فناوری، آموزش، نهادهای بین‌المللی و مکانیزم‌های مالی است.

متن کامل دستور کار ۲۱ در کنفرانس سازمان ملل متحد در بارهٔ محیط زیست و توسعه (اجلاس زمین) که در ریودو ژانیرو در ۱۳ ژوئن سال ۱۹۹۲، برگزار شد و در آن ۱۷۸ دولت رأی به اتخاذ برنامه دادند، انتشار یافت. متن نهایی نتیجهٔ تهیهٔ پیش نویس، مشاوره، و مذاکره بود که از سال ۱۹۸۹ آغاز شده بود و در این کنفرانس دو هفته‌ای به نقطهٔ اوج خود رسید.

### ریو+۵ (۱۹۹۷)
در سال ۱۹۹۷، مجمع عمومی سازمان ملل جلسهٔ ویژه را برای ارزیابی وضعیت دستور کار ۲۱ (ریو +۵) برگزار کرد. در این مجمع، پیشرفت در این زمینه «ناهموار» دانسته شد و روندهای کلیدی از جمله افزایش جهانی شدن، گسترش نابرابری در درآمد و بدتر شدن مستمر محیط زیست جهان، مشخص شد. در قطعنامهٔ جدید مجمع عمومی (S-19/2) وعدهٔ عمل بیشتر در این زمینه داده شده‌است.

### ریو+۱۰ (۲۰۰۲)
در طرح اجرایی ژوهانسبورگ (بیانیه ۴ سپتامبر ژوهانسبورگ) که در اجلاس جهانی توسعهٔ پایدار مورد تأیید قرار گرفت، تعهد سازمان ملل متحد به «اجرای کامل» دستور کار ۲۱، در کنار دستیابی به اهداف توسعهٔ هزاره و دیگر موافقت نامه‌های بین‌المللی مورد تأکید قرار گرفت.

### دستور کار ۲۱ برای فرهنگ (۲۰۰۲) (چون قرار بود در قرن ۲۱ اجرا شود)
ایدهٔ ایجاد دستورکارهایی برای سیاست‌های فرهنگی محلی، چیزی که می‌توان آن را با دستور کار ۲۱ برای محیط زیست مقایسه کرد، در اولین جلسه عمومی جهانی در بارهٔ فرهنگ که در سال ۲۰۰۲ در پورتو آلگره برزیل برگزار شد، مطرح شد. این دستورکارها باید در زیر بخش‌های مختلف دستور کار ۲۱ گنجانده شوند و از طریق طیف گسترده‌ای از زیر برنامه‌ها که از کشورهای گروه هشت شروع می‌شود، اجرا شوند.

### ریو+۲۰ (۲۰۱۲) (چون ۲۰ سال بعد از ۱۹۹۲ به اجرا درآمد ریو +۲۰ نامگذاری شده‌است)
در سال ۲۰۱۲، اعضای شرکت‌کننده در کنفرانس سازمان ملل متحد برای توسعهٔ پایدار، دوباره بر تعهد خود نسبت به دستور کار ۲۱ در سند نهایی با نام «آینده‌ای که ما می‌خواهیم»، تأکید کردند. ۱۸۰ نفر از سران کشورها در این کنفرانس شرکت کردندو هدف آن‌ها بکار بردن سیاست‌هایی بود که مانع از رسیدن به توسعه پایدار می‌شوند.

## پیاده‌سازی
کمیسیون توسعهٔ پایدار در نقش یک انجمن سطح بالا در بارهٔ توسعهٔ پایدار عمل می‌کند و به عنوان کمیته‌ای مقدماتی برای نشست‌ها و جلسه‌های مربوط به اجرای دستور کار ۲۱ عمل کرده‌است. بخش توسعهٔ پایدار سازمان ملل متحد، به عنوان دبیرخانهٔ کمیسیون انجام وظیفه و «در زمینه» دستور کار ۲۱ کار می‌کند. پیاده‌سازی این دستورکار توسط کشورهای عضو، داوطلبانه باقی می‌ماند و پذیرش آن از سوی دولت‌ها باهم فرق می‌کند.

### سطح محلی
هدف این بود که پیاده‌سازی دستور کار ۲۱ در سطح بین‌المللی، ملی، منطقه‌ای و محلی انجام گیرد. برخی از دولت‌های ملی و ایالتی در این زمینه قانون وضع کرده یا توصیه نموده‌اند که مقامات محلی برای اجرای این طرح به صورت محلی، مشارکت داشته باشند همان‌طور که در فصل ۲۸ این سند توصیه شده‌است. این برنامه اغلب به نام "دستور کار محلی ۲۱" یا "LA21" معروف هستند. به عنوان نمونه، در فیلیپین، نام این طرح "دستور کار ۲۱ فیلیپین" است (PA21). گروه ICLEI (شورای بین‌المللی برای طرح‌های زیست‌محیطی محلی) یا دولت‌های محلی برای پایداری، در سال ۱۹۹۰ تأسیس شد؛ امروزه، اعضای این گروه از بیشتر از ۱۰۰۰ شهرستان، شهر و بخش در ۸۸ کشور هستند و به‌طور گسترده‌ای به عنوان نمونه‌ای کامل از پیاده‌سازی دستور کار ۲۱ به حساب می‌آید.
در کشورهای دیگر، مخالفت با ایده‌های مطرح در دستور کار ۲۱ به میزان متفاوتی مشهود است. در پاره‌ای از موارد، این مخالفت به شکل وضع قانون در چندین ایالت صورت گرفته که مشارکت یا پشتیبانی مالی از فعالیت‌های حکومت محلی در حمایت از دستور کار ۲۱ را محدود یا ممنوع می‌سازد.
مشخص شده که اروپا قاره‌ای است که LA21 به بهترین وجهی در آن مورد پذیرش واقع شده و بیشتر از هرجا پیاده شده‌است. به عنوان نمونه، در سوئد همهٔ دولت‌های محلی پیشگام اجرای دستور کار محلی ۲۱ بوده‌اند.

## سطح ملی
دپارتمان امور اقتصادی و بخش امور اجتماعی سازمان ملل برای توسعهٔ پایدار، رشد پذیرش دستور کار ۲۱ را، در میان ملت‌ها یک به یک رصد می‌کند و مورد ارزیابی قرار می‌دهد و گزارش‌های مربوطه را در وب‌سایت خود در دسترس عموم قرار می‌دهد.
استرالیا، به عنوان مثال، از امضا کنندگان دستور کار ۲۱ و ۸۸ شهرداری این کشور، مشترک ICLEI هستند، سازمانی که مروج دستور کار ۲۱ در سطح جهان است. عضویت استرالیا تنها بعد از ایالات متحده و در رتبهٔ دوم است. کشورهای اروپایی به‌طور کلی به لحاظ سند دستور کار ۲۱ وضعیت خوبی دارند. فرانسه، که دولت ملی، همراه با ۱۴ شهرستان آن، از امضا کنندگان است، به داشتن برنامه‌هایی در سراسر کشور برای حمایت از دستور کار ۲۱ به خود می‌بالد. گروه فعالان فرانسه نیروی موج نو در مارس ۲۰۱۲ اعلام کرد که از نظر آن‌ها دستور کار ۲۱، «دروغین» است.
در آفریقا، حمایت ملی از دستور کار ۲۱ شدید است و اغلب کشورها از امضا کنندگان این برنامه هستند. با اینحال، این حمایت اغلب به نحو تنگاتنگی با چالش‌های زیست‌محیطی که خاص هریک از این کشورهاست، در هم تنیده‌است؛ مثلاً در سال ۲۰۰۲، سام نجوما که در آن زمان رئیس جمهور نامیبیا بود، در مورد اهمیت پیوستن به دستور کار ۲۱ در اجلاس زمین در سال ۲۰۰۲ سخن گفت و خاطر نشان کرد که نامیبیا به عنوان کشوری نیمه خشک، به کنوانسیون سازمان ملل متحد در مورد مبارزه با بیابان زایی (UNCCD)، امید زیادی دارد. افزون بر این، در رسانه‌های داخلی در سطح محلی خبر زیادی در مورد دستور کار ۲۱ به چشم نمی‌خورد. تنها شهرداری‌های بزرگ در کشورهای آفریقایی جنوب صحرا، عضو ICLEI هستند. مشارکت در اجرای دستور کار ۲۱ در شمال آفریقا شبیه وضعیت کشورهای خاورمیانه است که در آن اغلب کشورها از امضا کنندگان این برنامه هستند و با وجود این در سطح دولت محلی، پذیرش آن بسیار کم بوده یا اساساً مورد پذیرش قرار نگرفته‌است. به‌طور کلی گزارش کشورهای آفریقایی جنوب صحرا، و شمال آفریقا از وضعیت دستور کار ۲۱، از حیث مستند بودن ضعیف است. برعکس، مشارکت آفریقای جنوبی در اجرای دستور کار ۲۱ شبیه به وضعیت اروپای جدید است، با ۲۱ شهر که عضو ICLEI هستند و از دستور کار ۲۱ به وسیلهٔ دولت در سطح ملی حمایت می‌کنند.

### کشورهای خاص

#### ایالات متحده
فوکال پوینت ملی در ایالات متحده، رئیس بخش توسعهٔ پایدار و امور چند جانبه، دفتر سیاست محیط زیست، دفتر اقیانوس‌ها و امور زیست‌محیطی و علمی بین‌المللی و وزارت امور خارجه آمریکا می‌باشد. در نظرسنجی از ۱۳۰۰ نفر از رأی دهندگان ایالات متحده در ژوئن ۲۰۱۲، که توسط انجمن برنامه‌ریزی آمریکا انجام شد، مشخص شد که ۹٪ از رأی دهندگان از دستور کار ۲۱ حمایت می‌کنند، ۶٪ با آن مخالف هستند و ۸۵٪ فکر می‌کنند که اطلاعات کافی برای نظر دادن در این مورد ندارند.

##### پشتیبانی‌ها
ایالات متحده از امضا کنندگان دستورکار ۲۱ است، اما به دلیل اینکه این دستور کار، از لحاظ قانونی یک بیانیهٔ هدف غیر الزام‌آور و نه یک معاهده است، مجلس سنای ایالات متحده نیازی ندید که در مورد آن بحثی رسمی داشته باشد یا به آن رأی دهد. از این رو طبق مادهٔ شش قانون اساسی ایالات متحد، این دستور کار قانون به حساب نمی‌آید. رئیس‌جمهور جورج اچ دبلیو بوش یکی از ۱۷۸ نفر از سران دولت‌ها بود که متن نهایی مورد توافق در اجلاس زمین در سال ۱۹۹۲ را امضا کرد و در همان سال نمایندگان، نانسی پلوسی، الیوت انگل و ویلیام برومفیلد، در پشتیبانی از قطعنامهٔ هم‌زمان ۳۵۳ مجلس نمایندگان ایالات متحده سخنرانی کردند که از اجرای دستور کار ۲۱ در این کشور حمایت می‌کرد.
در ایالات متحده، بیش از ۵۲۸ شهر عضو ICLEI هستند، سازمانی بین‌المللی در مورد پایداری که به اجرای دستور کار ۲۱ و مفاهیم دستور کار محلی ۲۱ در سراسر جهان کمک می‌کند. تقریباً نیمی از اعضای جهانی ICLEI که شامل ۱۲۰۰ شهر می‌شوند از ایالات متحده هستند که به ترویج توسعهٔ پایدار در سطح محلی می‌پردازند. ایالات متحده همچنین یکی از جامع‌ترین گزارش‌های مستند مربوط به وضعیت دستور کار ۲۱ را دارا می‌باشد. در پاسخ به مخالفت‌ها در این زمینه، دان نپ سخنگوی ICLEI از طرف آمریکا در این باره گفته‌است "توسعهٔ پایدار یک دسیسه از بالا به پایین از سمت سازمان ملل نیست، بلکه یک فشار از پایین به بالا از سوی دولت‌های محلی است.
اتاق بازرگانی و صنعت آریزونا در سال ۲۰۱۲ با موفقیت علیه لایحه‌ای که ضد توسعهٔ پایدار بوده، لابی کرده‌است با این استدلال که "اینکار برای تجارت مضر است" زیرا می‌تواند شرکت‌هایی را که توسعهٔ پایدار را پذیرفته‌اند از این برنامه دور سازد.

##### مخالفت‌ها
در طی دههٔ گذشته، مخالفت با دستور کار ۲۱ در درون ایالات متحده در سطح محلی، ایالتی و فدرال افزایش یافته‌است. کمیتهٔ ملی حزب جمهوری‌خواه قطعنامه‌ای را در مخالفت با دستور کار ۲۱ اتخاذ کرده‌است، و در بیانیهٔ حزبی حزب جمهوری‌خواه آمده‌است که «ما قویا دستور کار ۲۱ سازمان ملل متحد را رد می‌کنیم، زیرا حاکمیت آمریکا را تضعیف می‌کند». چندین ایالت و فرمانداری‌های محلی پیشنهادها یا قوانینی را ضد دستور کار ۲۱ مورد ملاحظه قرار داده‌اند یا تصویب کرده‌اند. آلاباما اولین ایالتی بود که مشارکت دولت را در دستور کار ۲۱ ممنوع کرد. بسیاری از ایالت‌های دیگر از جمله آریزونا در حال تهیهٔ پیش‌نویسی در این زمینه و در شرف تصویب قانونی برای ممنوع ساختن دستور کار ۲۱ می‌باشند.
فعالانی که به گفتهٔ نیویورک تایمز و هافینگتون پست، برخی از آنان به جنبش تی پارتی وابسته‌اند، گفته‌اند که دستور کار ۲۱ دسیسه‌ای از سوی سازمان ملل متحد است تا افراد را از حق مالکیت خود محروم سازد. مقاله نویسان آتلانتیک مخالفت با دستور کار ۲۱ را با جنبش حق مالکیت در ایالات متحده مرتبط دانسته‌اند. در همین زمینه، گلن بک به همراه فردی دیگر رمانی با نام دستور کار ۲۱ را به سبک مدینهٔ فاسده، در مقابل مدینهٔ فاضله نوشتند.